# Kōki Hirota
Kōki Hirota (14 de febrero de 1878 – 23 de diciembre de 1948) fue un diplomático y político japonés y el 32.º primer ministro de Japón desde el 9 de marzo de 1936 hasta el 2 de febrero de 1937.

## Primeros años
Hirota nació en lo que actualmente forma parte de la ciudad de Chūō-ku (Fukuoka) en la Prefectura de Fukuoka. Su padre fue un picapedrero y él fue adoptado en la familia Hirota. Se graduó con un título de leyes de la Universidad de Tokio. Uno de sus condiscípulos fue el primer ministro japonés de la posguerra Shigeru Yoshida.

## Carrera diplomática
Después de su graduación, Hirota ingresó al Ministerio de Relaciones Exteriores para convertirse en diplomático de carrera y sirvió en una serie de puestos en el extranjero. En 1923, se convirtió en director del Departamento para Europa y América al interior del Ministerio de Relaciones Exterior. Luego de trabajar como ministro en Holanda, fue destacado como embajador en la Unión Soviética entre 1928 y 1932. Luego, fue nombrado ministro de Asuntos Exteriores en 1933, en el gabinete del primer ministro Saitō Makoto, poco después que Japón se retirara de la Sociedad de Naciones. Hirota mantuvo el cargo en el gabinete subsecuente de Okada Keisuke.
Como ministro de Relaciones Exteriores, Hirota negoció la compra del Ferrocarril chino oriental en Manchuria de intereses rusos. Asimismo, promulgó la Hirota Sangensoku el 28 de octubre de 1938, como la declaración definitiva de la posición de Japón con respecto a China: el establecimiento de un bloque Japón-China-Manchukuo, la organización de un frente común sino-japonés contra la expansión del comunismo y la supresión de actividades antijaponesas al interior de China.

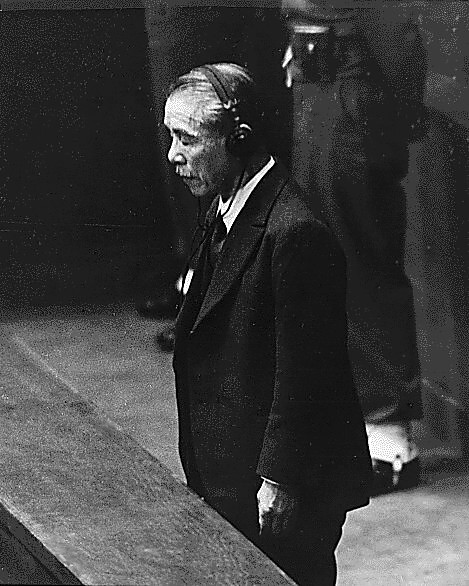
Kōki Hirota en el momento del anuncio de su condena a muerte

## Ejecución
Mientras Hirota era ministro de relaciones exteriores, la armada imperial japonesa perpetró la Masacre de Nankín en 1937. Posteriormente, Hirota fue condenado a muerte por el Tribunal de Tokio, por no haber sabido impedir esta tragedia y por los siguientes cargos citados:
- Cargo 1 = Librar guerras en violación de los derechos humanos.
- Cargo 2 = Provocar una guerra contra la República de China.
- Cargo 3 = No evitar la Masacre de Nankín o castigar a los perpetradores cuando tuvo la ocasión.

La severidad de esta sentencia está sujeta a controversia, ya que Hirota fue el único civil ejecutado por el citado tribunal.
Se recuerda que al final de la II Guerra Mundial, las Fuerzas Aliadas por común acuerdo establecieron dos Tribunales especiales, el de Núremberg (1945-1947) y el de Tokio (1946-1948).
Hirota era un burócrata civil y era popular entre el público, lo que llevó a que se reunieran 29,985 firmas en Japón en una petición para reducir su sentencia. Incluso hoy en día, su nombre se menciona con frecuencia cuando se debaten los Juicios de Tokio en Japón como un juicio de "justicia de los vencedores".  Generalmente, a menudo se le retrata como un ministro que se oponía a la guerra pero que no pudo resistir la presión del ejército. También es el protagonista de la novela y el drama "Rakujitsu Moyu" ("The Setting Sun Burns").